# تاکوما (کشتی بخار)
تاکوما (کشتی بخار) (به انگلیسی: Tacoma (steamship)) یک کشتی بود که طول آن ۲۰۹ فوت (۶۴ متر) بود.